# Partia e Gjelbër
Die Partia e Gjelbër (albanisch für „Grüne Partei“; Akronym: PGj), oder nach ihren Mitgliedern auch als Të Gjelbrit (alb. für „Die Grünen“) bezeichnet ist eine politische Partei in Albanien. Parteivorsitzender ist Edlir Petanaj.
Die Partia e Gjelbër hat bisher keinen Parlamentssitz erringen können. Sie ist jedoch in der Lokalverwaltung vertreten: Bei den Kommunalwahlen in Albanien 2011 wurden 34 Personen in die Stadt- und Gemeinderäte der Gemeinden (Bashkia und Komuna) gewählt. Bei den Kommunalwahlen 2015 erlangten sie 0,65 % der Stimmen und zwölf Gemeinderatssitze.